# Hypericum jaramilloi
Hypericum jaramilloi är en johannesörtsväxtart som beskrevs av N.K.B. Robson. Hypericum jaramilloi ingår i släktet johannesörter, och familjen johannesörtsväxter. Inga underarter finns listade i Catalogue of Life.